# Ellerntorsbrücke

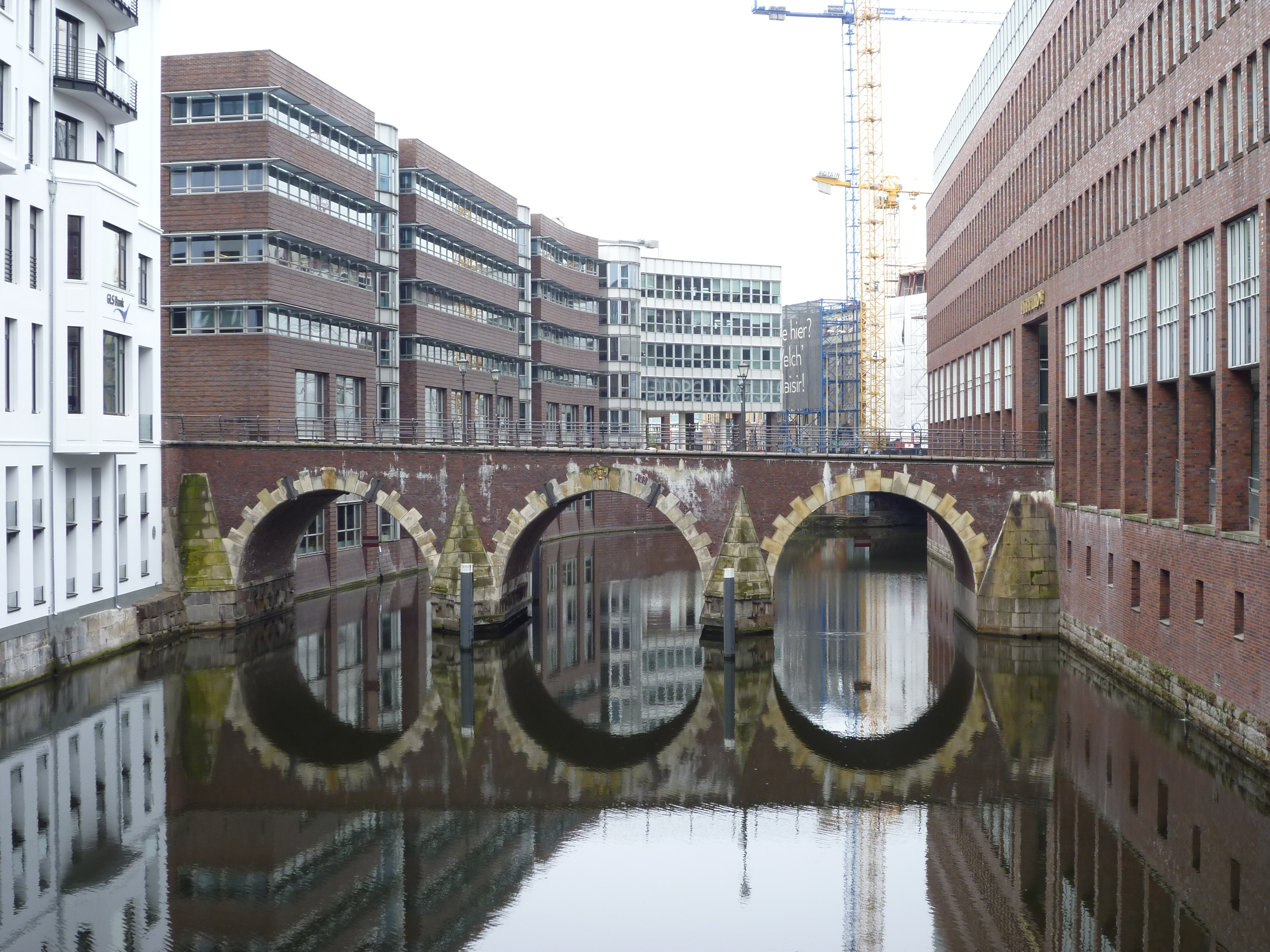
Die Ellerntorsbrücke

Die Ellerntorsbrücke ist eine Brücke in Hamburg. Der Name rührt von dem historischen Ellerntor, das an dieser Stelle bis zum 17. Jahrhundert den westlichen Zugang zur Stadt bildete.

## Lage

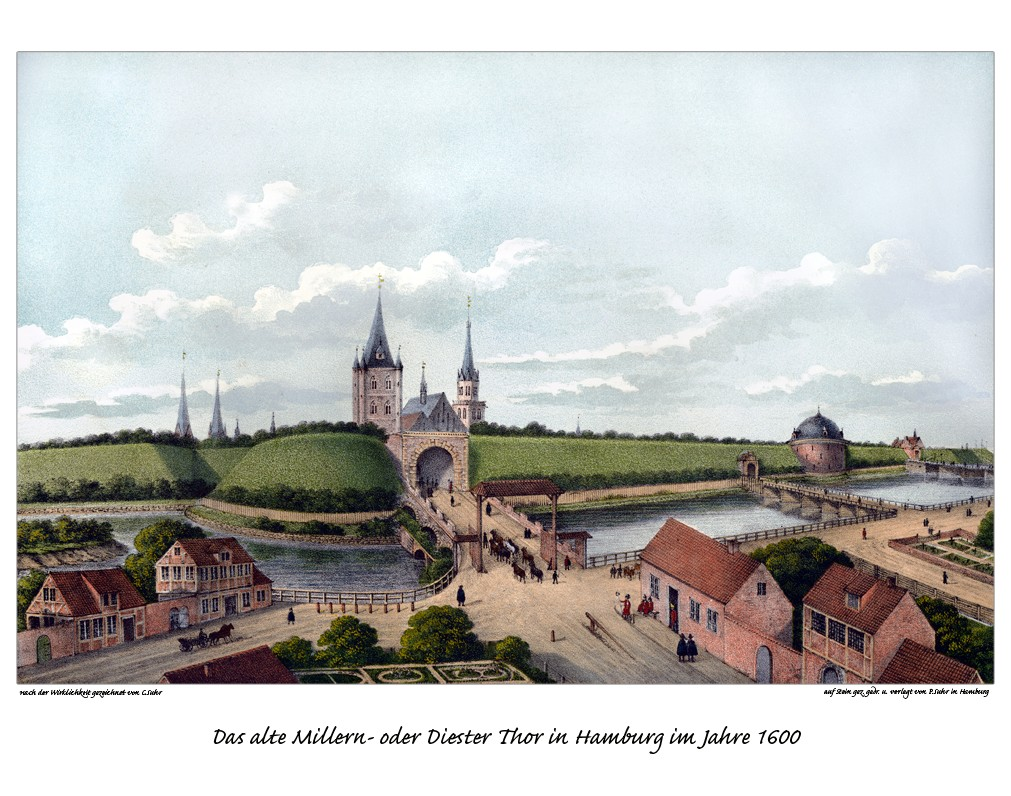
Das namensgebende Ellerntor um 1600

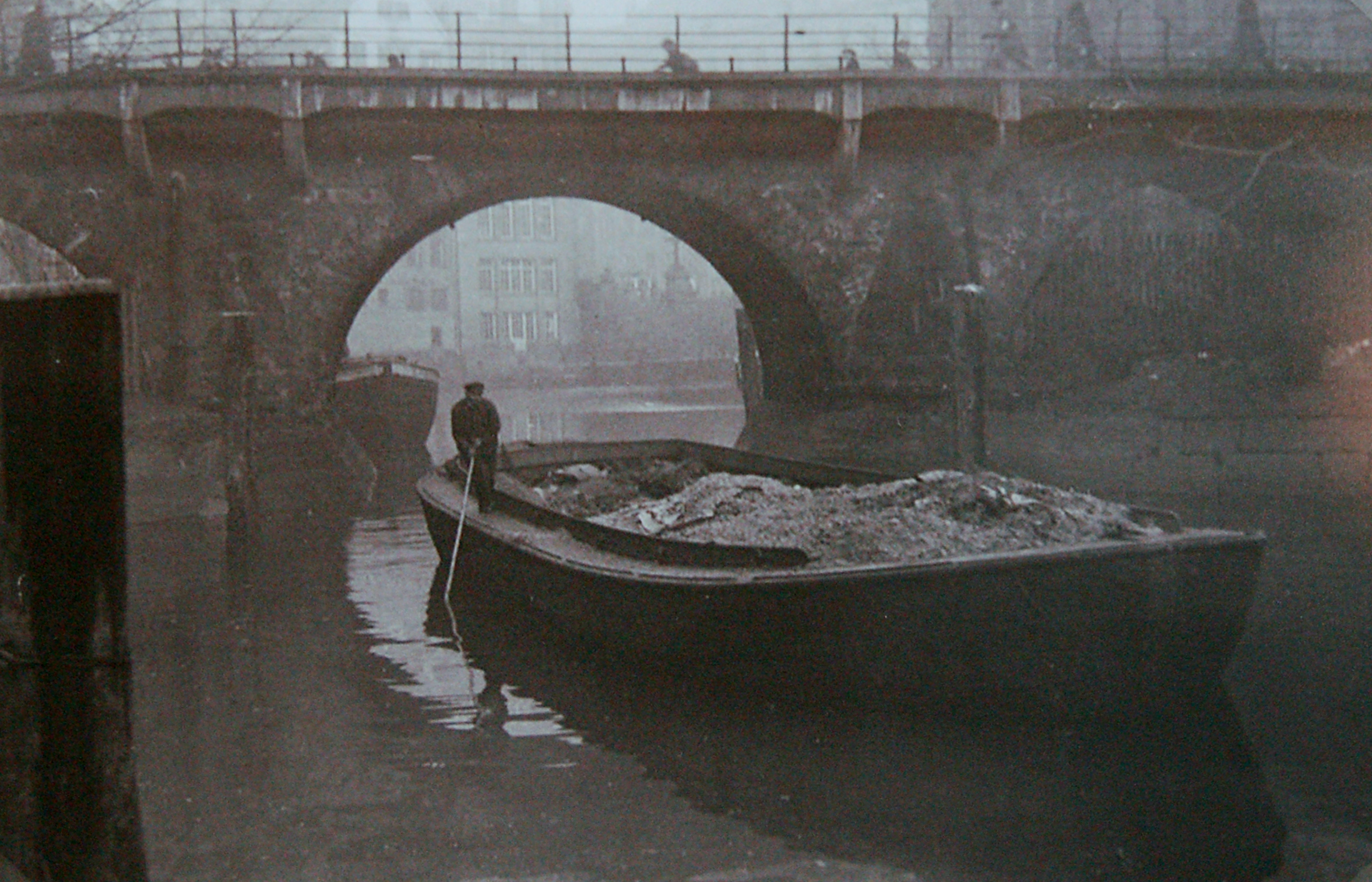
Ellerntorsbrücke um 1900, noch mit abgedämmten Außenbögen und hölzerner Gehwegerweiterung

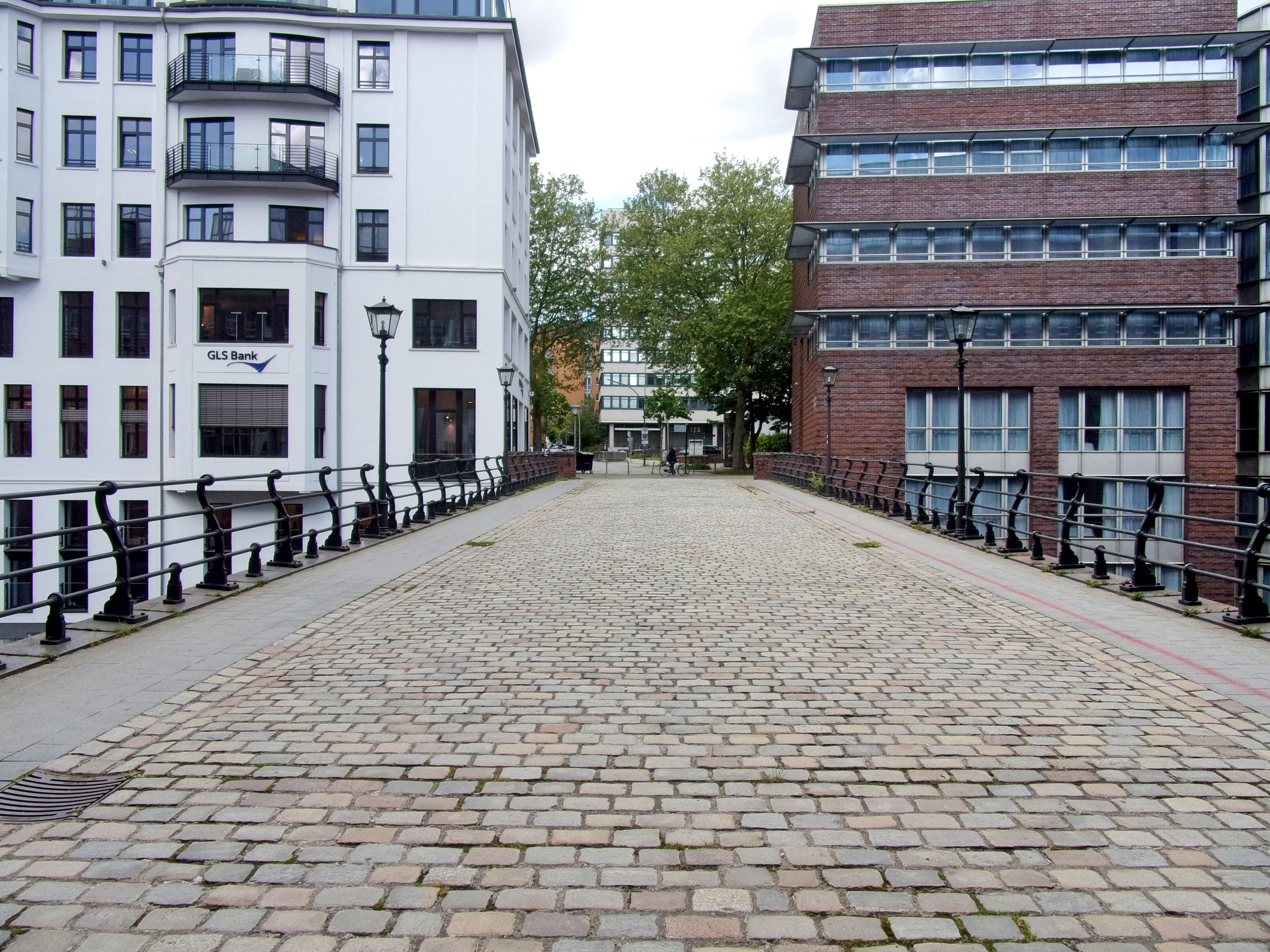
Ansicht in Richtung Alter Steinweg

Die Ellerntorsbrücke überspannt das Bleichenfleet an der Einmündung des Alten Steinweges in die Düsternstraße und stellte über mehrere Jahrhunderte die direkte Verbindung zwischen Hamburg und Altona dar. 

## Geschichte
Die heutige, 1668 errichtete Brücke ist die zweitälteste existierende Brücke Hamburgs und hatte mehrere Vorgängerbauten an gleicher Stelle, darunter eine hölzerne Brücke im 13. Jahrhundert und einen Damm mit gemauerten Wasserdurchlässen im 15. Jahrhundert, der bei der Allerheiligenflut 1570 zerstört wurde.
Im späten 18. Jahrhundert wurde der Wasserlauf durch einen Damm unter den Brückenbögen abgeschnitten und nur im mittleren Bogen ein Durchfluss in Form einer Schleusenöffnung offen gelassen, sodass die Brücke größtenteils trockenlag. 1851 wurde die Ellerntorsbrücke durch seitliche, jeweils 1,50 Meter weit auskragende Holzkonstruktionen für die Gehwege verbreitert. Diese Erweiterungen wurden 1921 in Eisenbeton erneuert.
Nach Beschädigungen während des Zweiten Weltkriegs musste der östliche Brückenbogen 1946 durch eine 20 Zentimeter starke Stahlbetonschale verstärkt werden. Am 22. Juni 1960 wurde die Brücke unter Denkmalschutz gestellt, am  22. Mai 1973 wurde sie für den Fahrzeugverkehr gesperrt und zu einer reinen Fußgängerbrücke.
Im Jahre 1990 machten Schäden eine grundlegende Sanierung des Bauwerks notwendig; dabei wurde das historische Erscheinungsbild der Brücke wiederhergestellt. Die seitlichen Auskragungen aus Beton wurden dabei durch Gesimse aus rötlichem Granit ersetzt, der Brückenbelag wurde gegen Pflaster ausgetauscht und die Wasser- und Gasleitungen entfernt. Im Rahmen der Instandsetzungsarbeiten wurde auch der Damm unter den Brückenbögen beseitigt, sodass auch die Seitenöffnungen wieder von Wasser durchflossen werden.

## Architektur
Die dreibogige Brücke hat eine Gesamtlänge von 36,20 Metern und eine Breite von 12,75 Metern, inklusive der beiden jeweils 1,50 Meter breiten späteren seitlichen Erweiterungen. Alle drei Bögen hatten ursprünglich eine lichte Weite von jeweils 8,60 Metern, aber durch die 1946 hinzugefügte Betonverstärkung verringerte sich die Weite des östlichen Bogens auf 8,20 Meter.
Die Ellerntorsbrücke ruht auf in den Boden gerammten Holzpfählen. Die Gewölbe der Bögen sind aus Naturstein gemauert, die Aufbauten sind mit Ziegelsteinen verklinkert.